# 영류왕
영류왕(榮留王, ?~642년)은 고구려의 제27대 국왕(재위: 618년 9월~642년 10월)이다. 휘는 건무(建武) 혹은 성(成)이며 평원왕의 차남이자 영양왕의 이복 동생이다. 보장왕의 생부 고대양의 형이며 막리지의 난을 일으킨 연개소문에게 폐위, 사형당했다.

## 즉위
생년월일이 불분명하고 618년 음력 9월에 영양왕이 후사 없이 죽자 등극했다. 618년 중국 대륙에서는 수가 몰락하고 당이 건국되었다. 당조를 일으킨 당 고조는 각지에서 할거하는 군벌을 제거하는 등 내부 통일에 몰두하면서 외부로는 고구려에 사신을 보내 화친을 제의했다. 고구려에서는 일단 당이 제의한 화친을 수용해 우호 외교 관계를 조성했다. 《수서》에서는 내호아의 4만 수군 정예병을 결사대 500명으로 전멸시켰다고 기록되어 있다.

## 대외 관계
영류왕의 온건주의 성향은 친당 정책으로 자연스럽게 이어져 고구려와 당은 고수전쟁 당시 잡혀갔던 양국의 포로들을 교환하고 도교를 수입하는 등 다방면에서 서로 교류하였다.
624년 당나라에 사신을 보내 상주국 요동군공 고구려왕(上柱國遼東郡公高句麗王)에 책봉되었다.
626년 황태자 이건성을 죽이고 당 고조를 압박해 선위로써 찬탈한 당 태종 이세민은 제위에 오르자마자 인국을 압박하면서 영토 확장을 가속해서 고구려를 비롯한 백제, 신라를 위시해 인국이 모두 대당 경계를 강화하는 일변 당과 화친하는 과정에서 백제와 신라가 당에 고구려가 당으로 가는 길을 막는다고 말하자, 당은 고구려에 백제와 신라와 화친하라고 종용하였다. 영류왕은 당 태종이 한 요구를 수용해 백제와 신라와 화친하였다.

## 대신라전
당은 628년에 마지막 남은 군벌 세력과 서돌궐을 제거하고 통일하였듯 당의 성장을 당과 가까운 고구려는 염려하였는데 당에서 멀리 떨어진 신라는 당을 이용해 영토를 확장하려고 계획했다. 진평왕은 당이 내부 통일을 완수하면 필시 고구려를 공격하리라고 판단했으므로 고구려는 한반도 변경에 병력을 집중시킬 수 없으리라고 판단하고 629년에 김유신으로 하여금 고구려를 공격해 동측 경계 지역인 낭비성(娘臂城)을 탈취하였다. 고구려는 몇 번에 걸쳐 반격했지만 당의 침입을 우려하여 적극으로 나서지는 않았다.
당시 영류왕이 당의 침략에 대비하고자 재위 14년인 631년에 시작한 부여성에서 발해에 달하는 천리장성 축조를 지휘하던 연태조는 축성 과정에서 지병으로 죽었고 그 사람의 아들 연개소문이 긍구긍당으로 지속했다. 천리장성은 착공 16년 만인 646년에 완공됐다.
638년 영류왕은 군사를 동원해 신라의 북측 변경의 요지인 칠중성(七重城)을 공격했으나 신라의 장수 알천에게 패배해 퇴각했다.

## 당 관계
고구려가 대신라전에서 고전을 면치 못할을 때 당은 동돌궐을 멸망시키고 고구려에 사신을 보내 왕태자를 장안(長安)에 입조시키라고 요구해서 조정은 강경파와 온건파로 양분돼 치열히 논쟁했다. 강경파는 왕태자를 장안에 보내지 말라고 주장했고 온건파는 왕태자를 장안으로 보내 당과 관계를 더 돈독히 하자고 주장했다.
영류왕은 결국 온건파에게 손을 들어주어 640년 왕태자 고환권(高桓權)을 장안에 보냈고 당 태종에게 서신을 보내 왕태자를 당의 국학에 입학을 청원하였다.
641년 당 태종은 왕태자의 예방에 답하고자 직방낭중 진대덕을 고구려에 보내겠다는 서신을 보낸 문제로 강경파와 온건파는 재대립했다. 진대덕은 고구려에 들어와 요수에서 평양성까지 고구려의 지리를 자세히 관찰하고 각 성에 배치된 군사력까지 면밀하게 조사하였다. 당에 귀국한 진대덕은 당 태종에게 고구려를 공격하라고 간언하였다.

## 사망
일변, 강경파의 점증한 불만은 영류왕의 친당책으로 입지가 좁아질수록 더 고조됐으나 영류왕을 비롯한 온건파에서는 그런 강경파의 불만을 무시하고 급기야 천리장성 축조까지 중단하자고 주장하기까지 하자 천리장성 축조를 감독하던 연개소문이 강하게 반발하여 영류왕과 온건파 대신들은 연개소문을 제거하려고 하였다.
영류왕이 자신을 죽이려고 한다는 복안을 눈치 챈 연개소문은 영류왕을 비롯한 온건파를 척결하려고 계획하고 642년 음력 10월에 천리장성으로 떠나는 열병식에 조정 신하들을 대거 초청해 모두 참살하고서 군사를 이끌고 왕궁으로 들이닥쳐 도망가려는 영류왕을 잡아 살해시키고 목과 사지를 저자거리에 매달았다. 연개소문은 영류왕의 동생인 고대양의 아들인 보장을 옹립하고 권력을 장악한 일변, 당 태종은 영류왕이 죽었다고 전갈받은 즉시 애도 의식을 거행하고 지절사를 고구려에 보내 조문하였다.

## 기타
연개소문은 정변을 일으켜 영류왕을 살해시키고 그의 조카이자 고태양의 장남 장(보장왕)을 왕위에 앉혔다. 한편 당나라에 사신으로 갔던 고환권의 이후 행적은 알려지지 않고 있다. 고환권은 삼국사기, 삼국유사에 이름만 등장한다.

## 가계
- 아버지 : 평원왕(平原王, ? ~ 590)
- 어머니 : 미상
  - 왕비 : 미상
    - 아들 : 고환권(高桓權)

## 영류왕이 등장하는 작품
- 삼국기 (KBS, 1992년~1993년 배우:양영준
- 연개소문 (SBS, 2006년~2007년 배우:최종환
- 칼과 꽃 KBS, 2013년 배우:김영철
- 달이 뜨는 강 KBS, 2021년~2021년 배우:성민준
- 천하무적 KBS, 2009~2009 배우:김흥수

## 기년, 연호
| 영류왕 | 원년   | 2년    | 3년    | 4년    | 5년    | 6년    | 7년    | 8년    | 9년    | 10년   | 11년   | 12년   | 13년   | 14년   | 15년   |
| 서력   | 618년  | 619년  | 620년  | 621년  | 622년  | 623년  | 624년  | 625년  | 626년  | 627년  | 628년  | 629년  | 630년  | 631년  | 632년  |
| 단기   | 2951년 | 2952년 | 2953년 | 2954년 | 2955년 | 2956년 | 2957년 | 2958년 | 2959년 | 2960년 | 2961년 | 2962년 | 2963년 | 2964년 | 2965년 |
| 간지   | 무인   | 기묘   | 경진   | 신사   | 임오   | 계미   | 갑신   | 을유   | 병술   | 정해   | 무자   | 기축   | 경인   | 신묘   | 임진   |
| 영류왕 | 16년   | 17년   | 18년   | 19년   | 20년   | 21년   | 22년   | 23년   | 24년   | 25년   |        |        |        |        |        |
| 서력   | 633년  | 634년  | 635년  | 636년  | 637년  | 638년  | 639년  | 640년  | 641년  | 642년  |        |        |        |        |        |
| 단기   | 2966년 | 2967년 | 2968년 | 2969년 | 2970년 | 2971년 | 2972년 | 2973년 | 2974년 | 2975년 |        |        |        |        |        |
| 간지   | 계사   | 갑오   | 을미   | 병신   | 정유   | 무술   | 기해   | 경자   | 신축   | 임인   |        |        |        |        |        |

## 같이 보기
- 고환권
- 고복덕
- 보장왕
- 백제
  - 무왕 (600년~641년)
  - 의자왕 (641년~660년)
- 신라
  - 진평왕 (579년~632년)
  - 선덕여왕 (632년~647년)
- 왜
  - 스이코 천황 (593년~628년)
  - 조메이 천황 (629년~641년)
  - 고교쿠 천황(사이메이 천황) (642년~645년)
- 당
  - 당 고조 (618년~626년)
  - 당 태종 (626년~649년)

| 전 대 영양왕 | 제27대 고구려 국왕 618년 - 642년 | 후 대 보장왕 |